# برناردو أرياس
برناردو أرياس (بالإسبانية: Bernardo Arias)‏ هو دراج بيروفي، ولد في 20 أغسطس 1942.

## وصلات خارجية
- برناردو أرياس على موقع أرشيف الدراجات (الإنجليزية)
- برناردو أرياس على موقع أوليمبيديا (الإنجليزية)